# Jan Lauschmann
Jan Lauschmann (1. dubna 1901 Roudnice nad Labem – 1. ledna 1991 Brno) byl český chemik a fotograf.

## Život a tvorba
V roce 1918 se zapsal na Vysokou školu chemicko–technologickou v Praze, kde získal v roce 1922 titul inženýra chemie. Pokračoval v doktorandském studiu a v roce 1924 byl promován doktorem technických věd. Poté se stal chemikem ve farmaceutické továrně Remed v Praze, odkud přešel roku 1925 do továrny fotografických papírů Neobrom v Brně, kde pracoval do roku 1951. V roce 1949 se stal docentem na VUT v Brně.
Od roku 1951 působil jako pedagog na Vojenské akademii v Brně, kde byl roku 1956 jmenován profesorem. Přednášel zde do roku 1963. V letech 1964–1976 přednášel fyzikálně chemické základy fotografických procesů, fotografickou technologii a vědeckou fotografii na VŠCHT v Praze a v letech 1968–1974 také na VŠCHT v Pardubicích.
Jan Lauschmann začal fotografovat v roce 1912 kamerou, kterou mu daroval strýc. V roce 1921 vstoupil do Českého klubu fotografů amatérů v Praze. V letech 1923–1934 byl členem redakční rady časopisu Fotografický obzor, kde rovněž publikoval řadu článků a fotografií.
Jan Lauschmann patří k nejvýraznějším představitelům české amatérské fotografie dvacátých a třicátých let, která byla obdobím jeho největší fotografické aktivity. Fotografická tvorba Jana Lauschmanna byla ovlivněna Drahomírem Josefem Růžičkou.